# Kasteel van Uitkerke

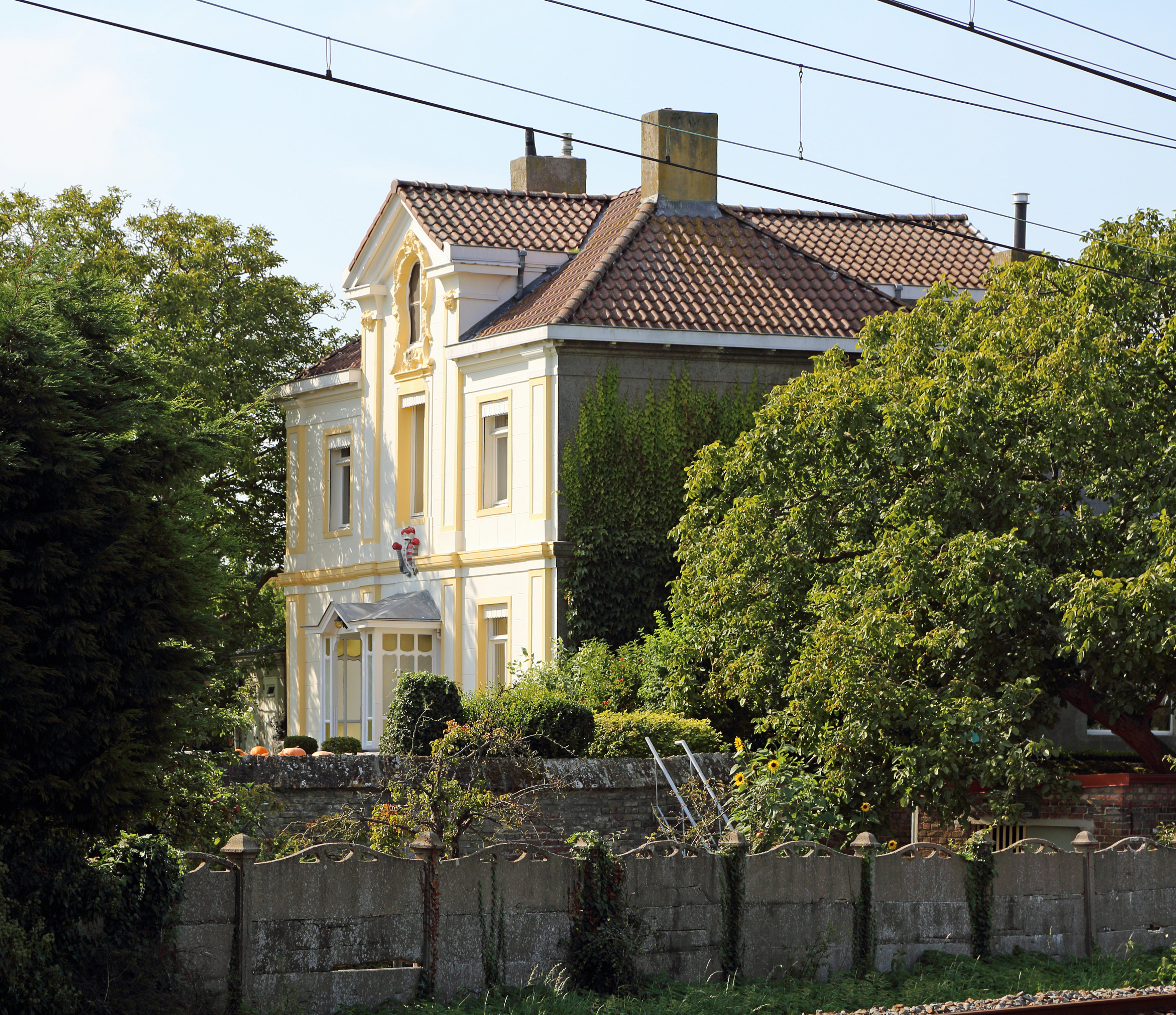
Kasteel van Uitkerke

Het Kasteel van Uitkerke is een kasteel in de tot de West-Vlaamse gemeente Blankenberge behorende plaats Uitkerke, gelegen aan Kerkstraat 420.

## Geschiedenis
Vermoedelijk werd het kasteel omstreeks 1070 gebouwd, maar het werd voor het eerst vermeld in 1270. Toen was Jan van Uitkerke heer van Uitkerke. Omstreeks 1490 werd het kasteel verwoest door de Bruggelingen tijdens de Vlaamse Opstand tegen Maximiliaan. Heer was toen Karel van Halewijn. De stad Brugge moest later de schade vergoeden.
In 1557 kwam de heerlijkheid aan de familie van Claerhout en in 1636 naar Isabella de Zuniga Y Fonseca. In 1710 kwam het aan de familie Croÿ. De laatste heer was Emmanuel Francis van Croy, en deze liet in 1763 het huidige kasteel in rococostijl bouwen, naar ontwerp van architect Berger. Als voorbeeld diende het Château de l'Hermitage te Condé-sur-l'Escaut, dat eigendom was van dezelfde familie. Hoewel het feodalisme -en daarmee de heerlijkheid Uitkerke- in 1794 werd afgeschaft, bleef de familie Croy eigenaar van het kasteel. In 1846 werd het verkocht aan de bankier Felix Sabot Dujardin. In 1880 werd het kasteel verbouwd door de toenmalige eigenaar, Joannes Delcijn, waarbij een nieuwe vleugel aan de achterzijde werd toegevoegd. In 1929 en 1933 werd deze aanbouw nog uitgebreid.

## Gebouw
Het neerhof, een hoeve, is nog behouden, hoewel sterk verbouwd, maar met een 18e-eeuwse kern en nog een gedeeltelijk aanwezige gracht.
Het eigenlijke kasteel ligt op een gedeeltelijk omgrachte heuvel. Oorspronkelijk rechthoekig, heeft het door latere aanbouwen een T-vorm gekregen. De witgeschilderde voorgevel is nog in rococostijl. In het interieur zijn nog elementen in Lodewijk XV-stijl aanwezig (trap, stucwerk).
Nabij het kasteel ligt het Park de Craene.